# أبيجيل بادجيت
أبيجيل بادجيت (بالإنجليزية: Abigail Padgett)‏ (13 مايو 1942، فينسينس في الولايات المتحدة)؛ كاتِبة وروائية أمريكية.